# أزمة الكهرباء في موسكو عام 2005
بدأت أزمة الكهرباء في موسكو صباح يوم 25 مايو 2005 واستمرت إلى يوم 3 أغسطس 2005 , فقد عانت موسكو من فقدان التيار الكهربي لأكثر من 10 أسابيع . وأظلمت العديد من مدن موسكو وتولا أوبلاست وكالوغا أوبلاست وريازان أوبلاست. وقد أدي ذلك إلى تعطل مترو موسكو، وتوقف إشارات المرور عن العمل، وتعطل المصاعد الكهربائية، و توقف المصانع التي لا تملك مصادر احتياطية للطاقة. وأصيبت بالشلل العديد من المنظمات التجارية والهيئات الحكومية.

## ظهور المشكلة

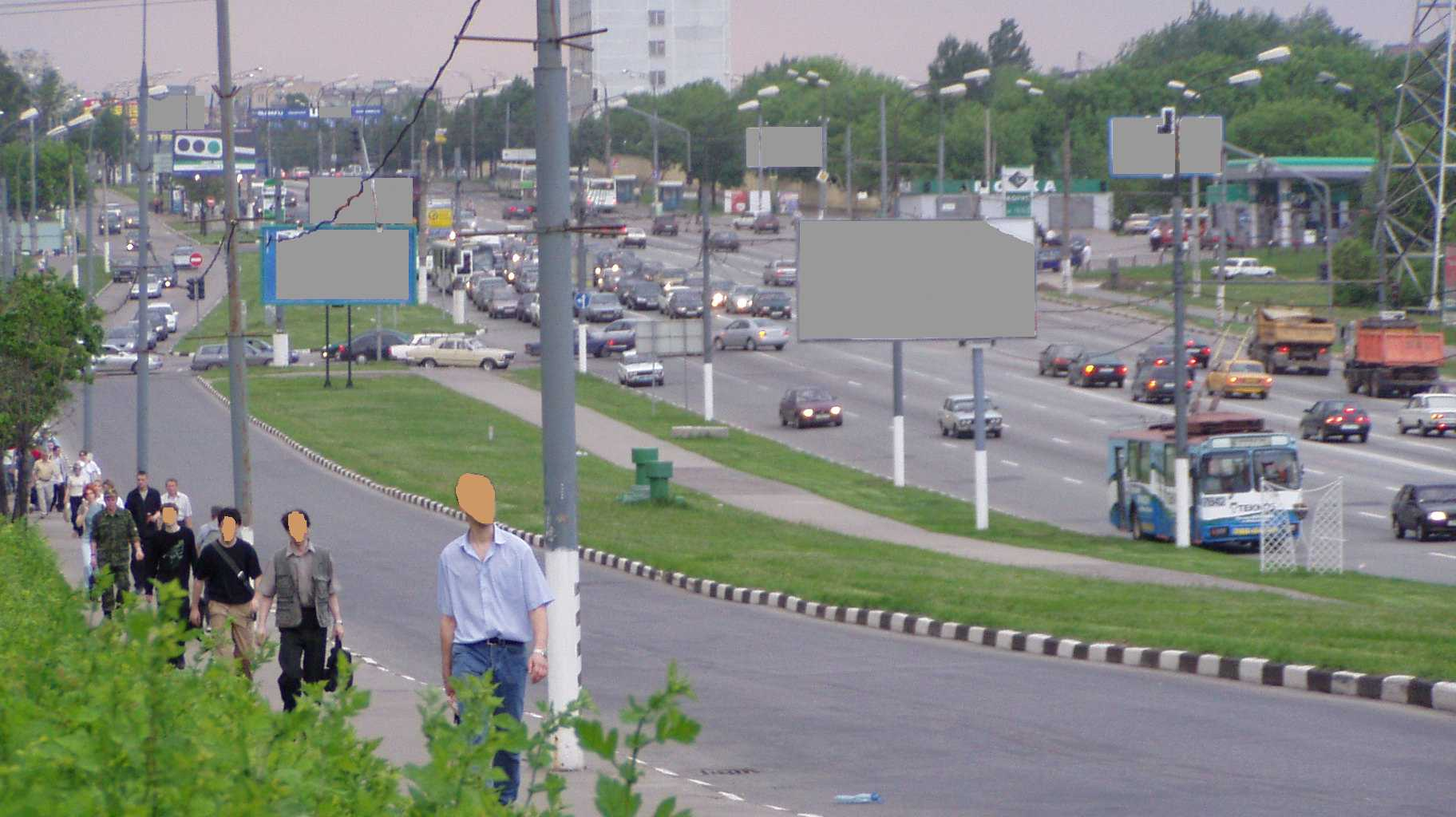
أثناء الأزمة كان الناس في موسكو يعودون إلى منازلهم مشياً، ملحوظه تم إخفاء وجوه الناس لأسباب أمنية.

اشارت الدراسات ان عدد الروس الذين تأثروا بإنقطاع التيار الكهربي وصل إلى أكثر من 2 مليون روسي. وقد بدأت هذة المشكله في محطة Chagino الوحدة رقم 510 والتي تقع في الجنوب الشرقي من روسيا في مدينة Kuzminki والتي يوجد بها خط الجهد الرئيسي 500 كيلو فولت الذي حدث به عطل في المحولات ووصل خرج المحول إلى 220 كيلو فولت ثم إلى 110 كيلو فولت.